# Josué Gómez (cyclisme)
Pour les articles homonymes, voir Gómez.
Gómez  Barrachina est un nom espagnol. Le premier nom de famille, en général paternel, est Gómez ; le second, en général maternel, souvent omis, est Barrachina.
Josué Gómez Barrachina, né le 6 mars 1998 à Ibi (Alicante), est un coureur cycliste espagnol. Il participe à des compétitions sur route et sur piste.

## Palmarès sur route

### Par année
- 2019
  - 2e étape de la Volta a São Miguel[2]
  - Trofeu Ajuntament d'Algemesí[3]
- 2020
  - Championnat de Madrid (Gran Premio El Bicho)
  - 3e étape du Tour d'Alicante
- 2021
  - Gran Premio Poncemur[4]
  - 2e du Tour de Guadalentín
  - 3e du Mémorial Ángel Lozano
  - 3e de la Clásica de Pascua
- 2022
  - Ronde du Maestrazgo

### Classements mondiaux
| Année           | 2019   |
| --------------- | ------ |
| UCI Europe Tour | 1 111e |

## Palmarès sur piste

### Championnats d'Espagne
- 2017[6]
  - 2e de la course aux points espoirs
  - 2e de la poursuite par équipes
- 2018
  - 2e de la poursuite par équipes
- 2019
  - 2e de la poursuite par équipes
  - 3e de l'américaine